# Robert Danielsen
Robert Danielsen (22 luglio 1905 – 13 aprile 1973) è stato un calciatore norvegese, di ruolo attaccante.

## Carriera

### Club
Danielsen giocò con la maglia del Kvik Halden.

### Nazionale
Conta una presenza per la Norvegia. Il 23 settembre 1928, infatti, fu in campo nella sconfitta per 0-2 contro la Germania.